# Ben More (Mull)
Der Ben More (schottisch-gälisch Beinn Mhòr, „Großer Berg“) ist ein 966 m (3.169 ft) hoher Berg in Schottland. Er liegt auf der zu den Inneren Hebriden gehörenden Isle of Mull in Argyll and Bute und ist der höchste Gipfel der Insel. Der Ben More ist der einzige Munro auf Mull und auch der einzige Munro auf einer schottischen Insel außerhalb von Skye. Er liegt auf der westlichen Halbinsel Ardmeanach. Die Aussicht vom Gipfel zählt zu den besten auf den Inneren Hebriden.
Es existieren verschiedene Aufstiegsmöglichkeiten. Die einfachste Möglichkeit ist vom Ufer des nördlich liegenden Loch na Keal durch das Coire nam Fuaran mit etwa drei Stunden Fußmarsch möglich. Ein anspruchsvollerer Aufstieg führt ebenfalls vom Loch na Keal über die 702 Meter bzw. 867 Meter hohen Vorgipfel Beinn Fhada und A’ Chìoch und die dazwischen liegenden ausgesetzten Verbindungsgrate. Da die Gesteine in Gipfelnähe magnetisierend sind, kann es zu Abweichungen bei der Verwendung eines Kompasses kommen.